# علس (حشرة)
عَلَس أو سِفّ (الاسم العلمي: Cephus)، جنس حشرات من غشائيات الأجنحة وفصيلة العلسيات. وصفت من قبل بيير أندريه لاتريل في عام 1803.
أنواعه ثمانية. أجسامها نحيلة مستطيلة. رواشنها شفافة، كثيرة العروق. قرونها الاستشعارية خيطية، يرقاتها دقيقة الجسم كلاّبية الشكل، عادمة الأرجل البطنية.